# 密柔毛繁缕
密柔毛繁缕（学名：Stellaria yunnanensis f. villosa）为石竹科繁缕属云南繁缕下的一个变型。